# Canet-en-Roussillon
Canet-en-Roussillon (în catalană Canet de Rosselló) este o comună în departamentul Pyrénées-Orientales din sudul Franței. În 2009 avea o populație de 13.052 de locuitori.

## Evoluția populației
| An        | 1975  | 1982  | 1990  | 1999   | 2006   | 2009   |
| --------- | ----- | ----- | ----- | ------ | ------ | ------ |
| Populație | 4.356 | 6.030 | 7.575 | 10.182 | 11.702 | 13.052 |

## Orașe înfrățite
- Maynooth, Irlanda (2011)[5]